# Fezã Francês
O Território Militar de Fezã-Gadamés ou apenas Fezã Francês era um território na parte sul da Líbia italiana que depois da Segunda Guerra Mundial, começou a fazer parte da ocupação aliada da Líbia, Que foi ocupado e administrado pela França Livre de 1943 até a Líbia conquistar a independência em 1951.